# Калей-Худат
Калей-Худат, Калайхудат (азерб. Qalayxudat) — селение в Губинском районе Азербайджана.

## География
Селение расположено при речке Бёюк-чай, под горою Ахкая.

## Название
В «Кавказском календаре» на 1857 год приведено название селения «на туземном наречии» (ﻗﻠﻌهﺧﺪﺍﺩ). По русской дореволюционной орфографии оно писалось по разному: «Кале-Худатъ», «Калей-Худатъ», «Калей-Худа́дъ».
В первое десятилетие существования Азербайджанской ССР можно было встретить написание «Галайхудат», а на азербайджанской латинице 1920—1930-х годов оно писалось как «Qalajxudat».

## История
Калей-Худат принадлежал к Хиналугскому магалу Кубинского уезда Дербентской губернии, в последующие годы — Бакинской губернии.
Являлся казённой деревней. В середине 1880-х годов Калей-Худат и Хиналуг принадлежали к одному Хиналугскому сельскому обществу, а в начале XX века Хиналугское общество включало три населённых пункта (Хиналуг, Калей-Худат и Алик-Верхний).

## Население

### XIX век
Согласно сведениям «Кавказского календаря» на 1857 год здесь проживали «татары»-сунниты (то есть азербайджанцы-сунниты), а местным языком был «джекский» (то есть крызский). 
По данным же списков населённых мест Бакинской губернии от 1870 года, составленных по сведениям камерального описания губернии с 1859 по 1864 год, здесь имелось 52 двора и 352 жителя (186 мужчин и 166 женщин), также состоящих из «татаров»-суннитов (азербайджанцев-суннитов). Из материалов посемейных списков на 1886 год видно, что все 453 жителя «Калей-Худадъ» (234 мужчины и 219 женщин; 53 дыма) являлись «татарами»-суннитами (азербайджанцы-сунниты) и крестьянами на казённой земле.

### XX век
«Кавказский календарь» на 1910 год среди селений Кубинского участка одноимённого уезда упоминает селение «Калей-Худабъ», где за 1908 год было 750 человек, преимущественно «лезгины». По сведениям же Списка населённых мест, относящегося к Бакинской губернии и изданного Бакинским губернским статистическим комитетом в 1911 году, в селении насчитывалось 544 жителя (304 мужчины и 240 женщин; 51 дым) «татарской» (азербайджанской) национальности, из которых 535 поселян на казённой земле (299 мужчин и 236 женщин; 50 дымов) и 9 представителей духовенства (5 мужчин и 4 женщины; 1 дым). Те же материалы сообщают, что было 7 лиц мужского пола «грамотных на туземном языке».
Очередной «Кавказский календарь» на 1912 год показал в Калей-Худате 750 жителей, отмеченных как «татары» (азербайджанцы). «Кавказский календарь» на 1915 год сообщает, что население поселения уменьшилось до 573 человек, также указанных как «татары» (азербайджанцы).
По результатам Азербайджанской сельскохозяйственной переписи 1921 года Калей-Худат населяли 554 человека (314 мужчин и 240 женщин), преимущественно «тюрки азербайджанские» (азербайджанцы), среди которых 12 мужчин были грамотными.
Согласно материалам издания «Административное деление АССР», подготовленного в 1933 году Управлением народно-хозяйственным учётом Азербайджанской ССР (АзНХУ), по состоянию на 1 января 1933 года в Калей-Худате было 782 человека коренного населения (то есть приписанного к данному селу), среди которых 391 мужчина и 391 женщина. В этих же материалах указано, что весь Галайхудатский сельсовет (селения Калей-Худат и Крыз) на 61,4 % состоял из «лезгин» и на 38,6 % из «тюрок» (азербайджанцев).
Согласно этнографу-кавказоведу Н. Волковой (1980), село Калей-Худат является азербайджанским.